# Псалтикија
Псалтикија или псалтика (грч. ψαλτικά) је у византијској и старој српској књижевности музички рукопис са текстовима пјесама чије су мелодије означене неумском нотацијом.